# Plášťovce
Plášťovce (allemand : Plastewitz , hongrois : Palást) est un village de Slovaquie situé dans la région de Nitra.

## Histoire
Première mention écrite du village en 1156 (Plast). Une bataille y a eu lieu contre les Ottomans le 10 et 11 août 1552.
La localité fut annexée par la Hongrie après le premier arbitrage de Vienne le 2 novembre 1938. En 1938, on comptait 1 931 habitants dont 7 d'origine juive. Elle faisait partie du district de Šahy (hongrois : Ipolysági járás). Le nom de la localité avant la Seconde Guerre mondiale était Plášťovce/Palást. Durant la période 1938 - 1945, le nom hongrois Palást était d'usage. À la libération, la commune a été réintégrée dans la Tchécoslovaquie reconstituée.

## Démographie

### Évolution de la population
| Année:               | 1994. | 2004.   | 2014.   | 2024.   |
| -------------------- | ----- | ------- | ------- | ------- |
| Nombre de personnes: | 1787  | 1701    | 1594    | 1442    |
| Différence:          |       | -4,81 % | -6,29 % | -9,53 % |

| Année:               | 2023. | 2024.   |
| -------------------- | ----- | ------- |
| Nombre de personnes: | 1468  | 1442    |
| Différence:          |       | -1,77 % |